# Dracophyllum trimorphum
Dracophyllum trimorphum är en ljungväxtart som beskrevs av Walter Reginald Brook Oliver. Dracophyllum trimorphum ingår i släktet Dracophyllum och familjen ljungväxter. Inga underarter finns listade i Catalogue of Life.